# Alpské lyžování na Zimních olympijských hrách 2022
Alpské lyžování na Zimních olympijských hrách 2022 v Pekingu bylo v pořadí 21. ročníkem soutěží sjezdového lyžování na zimní olympiádě, které probíhaly na sjezdovkách Národního centra v obvodu Jen-čchingu mezi 6. až 20. únorem 2022. Pořadatelství her Peking získal v červenci 2015 na zasedání Mezinárodního olympijského výboru v malajsijském Kuala Lumpuru. Čína tak poprvé v historii hostila zimní olympijské hry.
Harmonogram zahrnoval pět mužských a pět ženských individuálních závodů, rovněž tak závěrečnou soutěž smíšených družstev v paralelním slalomu. Jednalo se o jednu z devíti smíšených soutěží pekingských her, která měla premiéru na ZOH 2018 v Pchjongčchangu. Na olympiádu se kvalifikovalo 310 lyžařů z 83 národních výprav. Úvodní sjezd mužů plánovaný na neděli 6. února byl o den odložen pro silný vítr. Závěrečná smíšená soutěž se uskutečnila z téhož důvodu rovněž s jednodenním zpožděním v neděli 20. února. Dějištěm rychlostních disciplín se stala sjezdovka Rock, pro technické soutěže byla postavena sjezdovka Ice River a smíšené týmy závodily na sjezdovce Rainbow.

## Traťové informace
| Disciplína        | typ  | sjezdovka | výška startu | výška cíle | převýšení | délka tratě | prům. sklon | zdroj  |
| ----------------- | ---- | --------- | ------------ | ---------- | --------- | ----------- | ----------- | ------ |
| Sjezd             | muži | Rock      | 2 179 m      | 1 285 m    | 894 m     | 3,152 km    | 28,4 %      | [ 4 ]  |
| Sjezd             | ženy | Rock      | 2 050 m      | 1 285 m    | 765 m     | 2,704 km    | 28,3 %      | [ 5 ]  |
| Kombinační sjezd  | muži | Rock      | 2 179 m      | 1 285 m    | 894 m     | 3,152 km    | 28,4 %      | [ 6 ]  |
| Kombinační sjezd  | ženy | Rock      | 2 050 m      | 1 285 m    | 765 m     | 2,704 km    | 28,3 %      | [ 7 ]  |
| Super-G           | muži | Rock      | 1 930 m      | 1 285 m    | 645 m     | 2,267 km    | 28,5 %      | [ 8 ]  |
| Super-G           | ženy | Rock      | 1 825 m      | 1 285 m    | 540 m     | 1,984 km    | 27,2 %      | [ 9 ]  |
| Obří slalom       | muži | Ice River | 1 925 m      | 1 501 m    | 424 m     |             |             | [ 10 ] |
| Obří slalom       | ženy | Ice River | 1 925 m      | 1 501 m    | 424 m     |             |             | [ 11 ] |
| Slalom            | muži | Ice River | 1 712 m      | 1 501 m    | 211 m     |             |             | [ 12 ] |
| Slalom            | ženy | Ice River | 1 712 m      | 1 501 m    | 211 m     |             |             | [ 13 ] |
| Kombinační slalom | muži | Ice River | 1 712 m      | 1 501 m    | 211 m     |             |             | [ 6 ]  |
| Kombinační slalom | ženy | Ice River | 1 712 m      | 1 501 m    | 211 m     |             |             | [ 7 ]  |
| Soutěž družstev   | týmy | Rainbow   | 1 603 m      | 1 487 m    | 116 m     |             |             | [ 14 ] |

## Harmonogram
Čas je uváděn v místním pásmu konání her UTC+8.
| Disciplína     | Disciplína                      | Pá        | So        | Ne        | Po        | Út        | St        | Čt        | Pá        | So        | Ne        | Po        | Út        | St        | Čt        | Pá        | So        | Ne        |
| Disciplína     | Disciplína                      | 4.        | 5.        | 6.        | 7.        | 8.        | 9.        | 10.       | 11.       | 12.       | 13.       | 14.       | 15.       | 16.       | 17.       | 18.       | 19.       | 20.       |
| Disciplína     | Disciplína                      | únor 2022 | únor 2022 | únor 2022 | únor 2022 | únor 2022 | únor 2022 | únor 2022 | únor 2022 | únor 2022 | únor 2022 | únor 2022 | únor 2022 | únor 2022 | únor 2022 | únor 2022 | únor 2022 | únor 2022 |
| -------------- | ------------------------------- | --------- | --------- | --------- | --------- | --------- | --------- | --------- | --------- | --------- | --------- | --------- | --------- | --------- | --------- | --------- | --------- | --------- |
| Muži           |                                 |           |           |           |           |           |           |           |           |           |           |           |           |           |           |           |           |           |
| sjezd          |                                 |           | přesun    | 12:00     |           |           |           |           |           |           |           |           |           |           |           |           |           |           |
| super-G        |                                 |           |           |           | 11:00     |           |           |           |           |           |           |           |           |           |           |           |           |           |
| superkombinace |                                 |           |           |           |           |           | 10:30     |           |           |           |           |           |           |           |           |           |           |           |
| obří slalom    |                                 |           |           |           |           |           |           |           |           | 10:15     |           |           |           |           |           |           |           |           |
| slalom         |                                 |           |           |           |           |           |           |           |           |           |           |           | 10:15     |           |           |           |           |           |
|                |                                 |           |           |           |           |           |           |           |           |           |           |           |           |           |           |           |           |           |
| Ženy           |                                 |           |           |           |           |           |           |           |           |           |           |           |           |           |           |           |           |           |
| obří slalom    |                                 |           |           | 10:15     |           |           |           |           |           |           |           |           |           |           |           |           |           |           |
| slalom         |                                 |           |           |           |           | 10:15     |           |           |           |           |           |           |           |           |           |           |           |           |
| super-G        |                                 |           |           |           |           |           |           | 11:00     |           |           |           |           |           |           |           |           |           |           |
| sjezd          |                                 |           |           |           |           |           |           |           |           |           |           | 11:30     |           |           |           |           |           |           |
| superkombinace |                                 |           |           |           |           |           |           |           |           |           |           |           |           | 10:30     |           |           |           |           |
|                |                                 |           |           |           |           |           |           |           |           |           |           |           |           |           |           |           |           |           |
| Týmy           | paralelní slalom smíšených týmů |           |           |           |           |           |           |           |           |           |           |           |           |           |           |           | přesun    | 9:00      |

## Medailové pořadí zemí
| Pořadí | Země                         | Zlato | Stříbro | Bronz | Celkově |
| ------ | ---------------------------- | ----- | ------- | ----- | ------- |
| 1.     | Švýcarsko (SUI)              | 5     | 1       | 3     | 9       |
| 2.     | Rakousko (AUT)               | 3     | 3       | 1     | 7       |
| 3.     | Francie (FRA)                | 1     | 1       | 1     | 3       |
| 4.     | Slovensko (SVK)              | 1     | 0       | 0     | 1       |
| 4.     | Švédsko (SWE)                | 1     | 0       | 0     | 1       |
| 6.     | Itálie (ITA)                 | 0     | 2       | 2     | 4       |
| 7.     | Norsko (NOR)                 | 0     | 1       | 3     | 4       |
| 8.     | Německo (GER)                | 0     | 1       | 0     | 1       |
| 8.     | Slovinsko (SLO)              | 0     | 1       | 0     | 1       |
| 8.     | Spojené státy americké (USA) | 0     | 1       | 0     | 1       |
| 11.    | Kanada (CAN)                 | 0     | 0       | 1     | 1       |
|        | Celkem                       | 11    | 11      | 11    | 33      |

## Medailisté

### Muži
| Disciplína       | Zlato                            | Výkon   | Stříbro                                            | Výkon   | Bronz                                  | Výkon   |
| ---------------- | -------------------------------- | ------- | -------------------------------------------------- | ------- | -------------------------------------- | ------- |
| sjezd            | Beat Feuz · Švýcarsko (SUI)      | 1:42,69 | Johan Clarey · Francie (FRA)                       | 1:42,79 | Matthias Mayer · Rakousko (AUT)        | 1:42,85 |
| superobří slalom | Matthias Mayer · Rakousko (AUT)  | 1:19,94 | Ryan Cochran-Siegle · Spojené státy americké (USA) | 1:19,98 | Aleksander Aamodt Kilde · Norsko (NOR) | 1:20,36 |
| obří slalom      | Marco Odermatt · Švýcarsko (SUI) | 2:09,35 | Žan Kranjec · Slovinsko (SLO)                      | 2:09,54 | Mathieu Faivre · Francie (FRA)         | 2:10,69 |
| slalom           | Clément Noël · Francie (FRA)     | 1:44,09 | Johannes Strolz · Rakousko (AUT)                   | 1:44,70 | Sebastian Foss-Solevåg · Norsko (NOR)  | 1:44,79 |
| superkombinace   | Johannes Strolz · Rakousko (AUT) | 2:31,43 | Aleksander Aamodt Kilde · Norsko (NOR)             | 2:32,02 | James Crawford · Kanada (CAN)          | 2:32,11 |

### Ženy
| Disciplína       | Zlato                                    | Výkon   | Stříbro                                   | Výkon   | Bronz                                    | Výkon   |
| ---------------- | ---------------------------------------- | ------- | ----------------------------------------- | ------- | ---------------------------------------- | ------- |
| sjezd            | Corinne Suterová · Švýcarsko (SUI)       | 1:31,87 | Sofia Goggiová · Itálie (ITA)             | 1:32,03 | Nadia Delagová · Itálie (ITA)            | 1:32,44 |
| superobří slalom | Lara Gutová-Behramiová · Švýcarsko (SUI) | 1:13,51 | Mirjam Puchnerová · Rakousko (AUT)        | 1:13,73 | Michelle Gisinová · Švýcarsko (SUI)      | 1:13,81 |
| obří slalom      | Sara Hectorová · Švédsko (SWE)           | 1:55,69 | Federica Brignoneová · Itálie (ITA)       | 1:55,97 | Lara Gutová-Behramiová · Švýcarsko (SUI) | 1:56,41 |
| slalom           | Petra Vlhová · Slovensko (SVK)           | 1:44,98 | Katharina Liensbergerová · Rakousko (AUT) | 1:45,06 | Wendy Holdenerová · Švýcarsko (SUI)      | 1:45,10 |
| superkombinace   | Michelle Gisinová · Švýcarsko (SUI)      | 2:25,67 | Wendy Holdenerová · Švýcarsko (SUI)       | 2:26,72 | Federica Brignoneová · Itálie (ITA)      | 2:27,52 |

### Smíšené soutěže
| Disciplína       | Zlato | Stříbro                                                                                            | Bronz |
| ---------------- | --- | -------------------------------------------------------------------------------------------------- | --- |
| smíšená družstva | Rakousko (AUT) · Katharina Huberová · Katharina Liensbergerová · Katharina Truppeová · Stefan Brennsteiner · Michael Matt · Johannes Strolz | Německo (GER) · Emma Aicherová · Lena Dürrová · Julian Rauchfuß · Alexander Schmid · Linus Straßer | Norsko (NOR) · Mina Fürst Holtmannová · Thea Louise Stjernesundová · Maria Therese Tvibergová · Timon Haugan · Fabian Wilkens Solheim · Rasmus Windingstad |

## Účastníci

### Kvóty

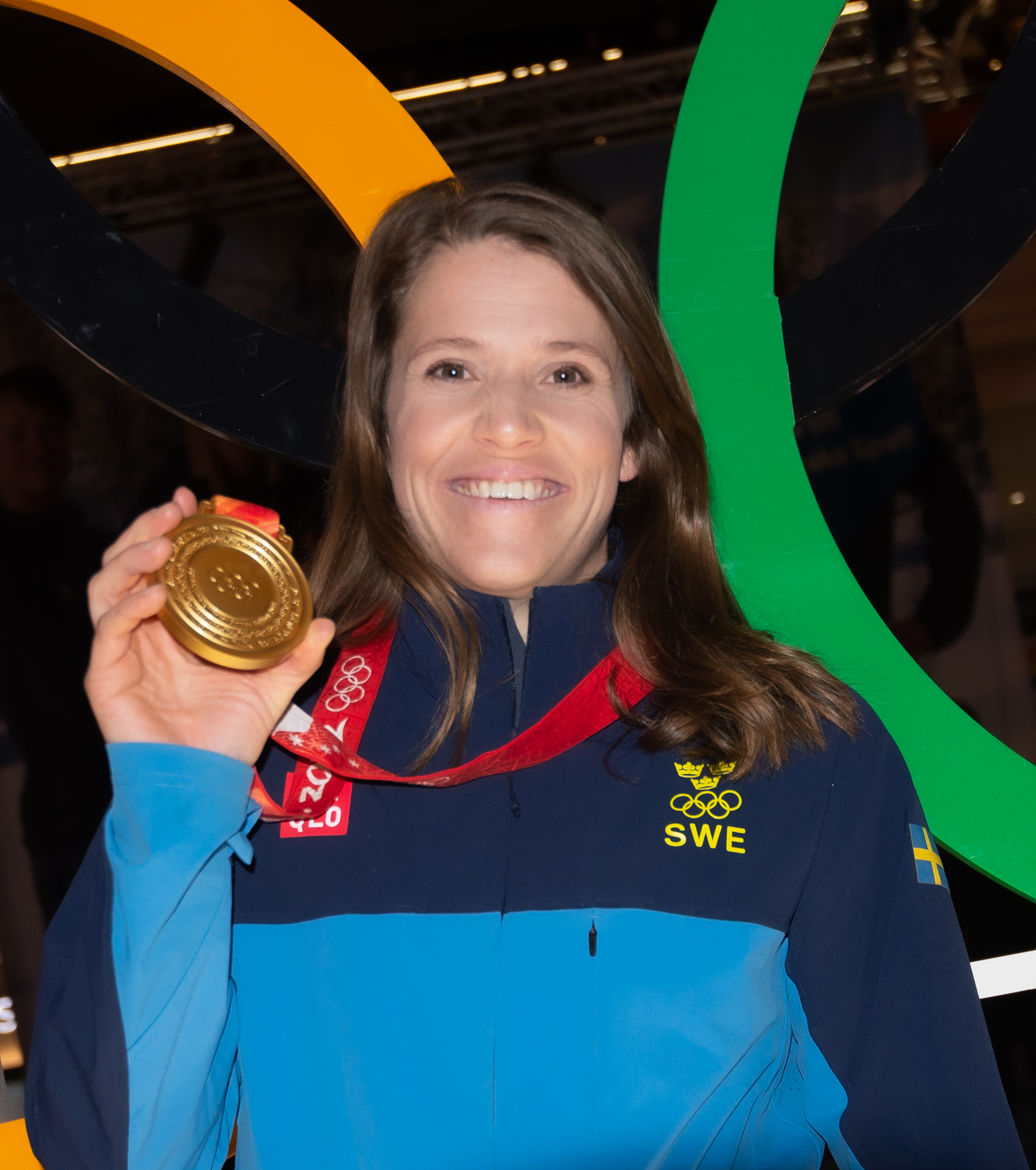
Švédka Sara Hectorová se zlatou medailí z obřího slalomu

Na olympijských hrách mohlo dle původních kritérií startovat maximálně 306 lyžařů, s nejvyšší účastí 22 lyžařů na jeden národní olympijský výbor (NOV), z toho 11 mužů a 11 žen (pokles ze 14 na ZOH 2018). Do každého závodu mohli nastoupit nejvýše 4 lyžaři z jednoho NOV.
Pro účast národního olympijského výboru v alpském lyžování musel být v dané výpravě alespoň jeden lyžař splňující základní kritéria věku, zdravotního stavu a dosažení stanovené hranice bodů FIS v kvalifikačním období mezi 19. červencem 2019 až 16. lednem 2022. Výše bodů byla vypočítána zprůměrováním pěti nejlepších výsledků z technických disciplín (obřího slalomu a slalomu) a dvou nejlepších výsledků z rychlostních disciplín (sjezdu, Super-G a superkombinace). Každému národnímu výboru, jehož závodník/závodnice splnili základní kritéria, bylo přiděleno jedno základní mužské a/nebo ženské místo. Každý NOV, jehož závodník/závodnice figurovali v Top 30 jakékoli disciplíny, obdržel navíc vždy další místo. Jestliže závodník/závodnice figurovali v Top 30 hodnocení více disciplín, získal NOV další dodatečné místo v závislosti na pohlaví lyžaře (celkem až do výše 11 mužů a 11 žen). Čína jako hostitelský stát obdržela jedno dodatečné místo pro muže a pro ženy. Celkem bylo přiděleno 153 míst pro muže a 153 pro ženy.
Mezinárodní olympijský výbor 24. ledna 2022 rozhodl o udělení dalších 4 míst (pro jednoho muže Rakouska i Francie a pro dva muže Německa) poté, co byly zpochybněny některé kvalifikační závody nízké úrovně, jejichž legitimitu začala Mezinárodní lyžařská federace vyšetřovat.

### Seznam výprav
| Stát (NOV)                            | Ženy (základ + top 30) | Muži (základ + top 30) | Další ženy | Další muži | Týmy | Lyžaři |
| ------------------------------------- | ---------------------- | ---------------------- | ---------- | ---------- | ---- | ------ |
| Albánie                               |                        | 1                      |            |            |      | 1      |
| Andorra                               | 1                      | 1                      |            |            |      | 2      |
| Argentina                             | 1                      | 1                      |            |            |      | 2      |
| Arménie                               |                        | 1                      |            |            |      | 1      |
| Austrálie                             | 2                      | 1                      | 1          |            |      | 4      |
| Bělorusko                             | 1                      | 1                      |            |            |      | 1      |
| Belgie                                | 1                      | 3                      |            |            |      | 3      |
| Bolívie                               |                        | 1                      |            |            |      | 1      |
| Bosna a Hercegovina                   | 1                      | 1                      | 1          |            |      | 3      |
| Brazílie                              |                        | 1                      |            |            |      | 1      |
| Bulharsko                             | 1                      | 2                      |            |            |      | 3      |
| Černá Hora                            | 1                      | 1                      |            |            |      | 2      |
| Česko                                 | 3                      | 2                      | 3          |            | Ano  | 8      |
| Čína                                  | 2                      | 2                      |            |            | Ano  | 4      |
| Dánsko                                | 1                      | 1                      |            |            |      | 1      |
| Ekvádor                               | 1                      |                        |            |            |      | 1      |
| Eritrea                               |                        | 1                      |            |            |      | 1      |
| Estonsko                              | 1                      | 1                      |            |            |      | 2      |
| Filipíny                              |                        | 1                      |            |            |      | 1      |
| Finsko                                | 1                      | 1                      | 2          |            |      | 4      |
| Francie                               | 3                      | 3                      | 5          | 7          | Ano  | 18     |
| Ghana                                 |                        | 1                      |            |            |      | 1      |
| Gruzie                                | 1                      | 1                      |            |            |      | 2      |
| Haiti                                 |                        | 1                      |            |            |      | 1      |
| Hongkong                              | 1                      | 1                      |            |            |      | 2      |
| Chile                                 | 1                      | 1                      |            |            |      | 2      |
| Chorvatsko                            | 2                      | 3                      | 1          |            |      | 6      |
| Indie                                 |                        | 1                      |            |            |      | 1      |
| Írán                                  | 1                      | 1                      |            |            |      | 2      |
| Irsko                                 | 1                      | 1                      |            |            |      | 2      |
| Island                                | 1                      | 1                      |            |            |      | 2      |
| Itálie                                | 3                      | 3                      | 6          | 4          | Ano  | 16     |
| Izrael                                | 1                      | 2 1                    |            |            |      | 2      |
| Jamajka                               |                        | 1                      |            |            |      | 1      |
| Japonsko                              | 1                      | 1                      | 1          |            |      | 3      |
| Jižní Korea                           | 1                      | 1                      | 1          |            |      | 3      |
| Kanada                                | 3                      | 3                      | 5          | 2          | Ano  | 13     |
| Kazachstán                            | 1                      | 1                      |            |            |      | 2      |
| Kolumbie                              |                        | 1                      |            |            |      | 1      |
| Kosovo                                | 1                      | 1                      |            |            |      | 2      |
| Kypr                                  |                        | 1                      |            |            |      | 1      |
| Kyrgyzstán                            |                        | 1                      |            |            |      | 1      |
| Libanon                               | 1                      | 1                      |            |            |      | 2      |
| Lichtenštejnsko                       | 2                      | 1                      |            |            |      | 1      |
| Litva                                 | 1                      | 1                      |            |            |      | 2      |
| Lotyšsko                              | 1                      | 1                      |            |            |      | 2      |
| Lucembursko                           | 1                      | 1                      |            |            |      | 2      |
| Madagaskar                            | 1                      | 1                      |            |            |      | 1      |
| Maďarsko                              | 1                      | 1                      |            |            |      | 2      |
| Malajsie                              | 1                      | 1                      |            |            |      | 2      |
| Mexiko                                | 1                      | 1                      |            |            |      | 2      |
| Monako                                |                        | 1                      |            |            |      | 1      |
| Maroko                                |                        | 1                      |            |            |      | 1      |
| Německo                               | 3                      | 3                      | 4 2        | 5          | Ano  | 13     |
| Nizozemsko                            | 1                      | 1                      |            |            |      | 2      |
| Norsko                                | 3                      | 3                      | 6 1        | 7          | Ano  | 14     |
| Nový Zéland                           | 3 1                    | 1                      |            |            |      | 1      |
| Pákistán                              | 1                      | 1                      |            |            |      | 1      |
| Peru                                  | 1                      |                        |            |            |      | 1      |
| Polsko                                | 3                      | 1                      | 1          | 1          | Ano  | 6      |
| Portoriko                             |                        | 1                      |            |            |      | 1      |
| Portugalsko                           | 1                      | 1                      |            |            |      | 2      |
| Rakousko                              | 3                      | 3                      | 8          | 8          | Ano  | 22     |
| Rumunsko                              | 1                      | 1                      |            |            |      | 2      |
| Řecko                                 | 1                      | 1                      |            |            |      | 2      |
| San Marino                            | 1                      | 1                      |            |            |      | 2      |
| Saúdská Arábie                        |                        | 1                      |            |            |      | 1      |
| Severní Makedonie                     |                        | 1                      |            |            |      | 1      |
| Slovensko                             | 3                      | 2                      |            |            | Ano  | 5      |
| Slovinsko                             | 3                      | 3                      | 4          | 2          | Ano  | 12     |
| Spojené státy americké                | 3                      | 3                      | 8          | 3          | Ano  | 17     |
| Sportovci ROV                         | 1                      | 3                      | 3          |            | Ano  | 7      |
| Srbsko                                | 1                      | 1                      |            |            |      | 2      |
| Španělsko                             | 1                      | 2                      |            |            |      | 3      |
| Švédsko                               | 3                      | 2                      | 6 3        |            | Ano  | 8      |
| Švýcarsko                             | 3                      | 3                      | 8          | 8          | Ano  | 22     |
| Thajsko                               | 1                      | 1                      |            |            |      | 2      |
| Tchaj-wan                             | 1                      | 1                      |            |            |      | 2      |
| Turecko                               | 1                      | 1                      |            |            |      | 2      |
| Ukrajina                              | 1                      | 1                      |            |            |      | 2      |
| Uzbekistán                            | 0                      | 1                      |            |            |      | 1      |
| Velká Británie                        | 2                      | 2                      |            |            | Ano  | 4      |
| Východní Timor                        |                        | 1                      |            |            |      | 1      |
| Celkem: 83 NOV                        | 89                     | 110                    | 64         | 47         | 16   | 310    |
| Kvóty aktualizovány k 17. lednu 2022. |                        |                        |            |            |      |        |